# 용감수경
용감수경(龍龕手鏡) 거란 성종(聖宗) 15년(997)에 거란의 승려 행균(行均)이 편찬한 한자 자전(字典)이며, 용감(龍龕)이란 말은 불전(佛典)을 의미한다. 종래 중국의 자전은 양(梁) 고야왕(顧野王)의 옥편(玉篇)과 같이 부수별(部首別)로 된 것과 수(隋) 육법언(陸法言)의 광운(廣韻)과 같이 사성(四聲)의 운별(韻別)로 글자를 배열하는 두 가지의 방법이 있는데, 이 책은 부수별로 먼저 배열하고, 같은 부수 안에서는 다시 운별로 배열하여 두 가지 방법을 모두 취하였고, 정자(正字) 외에 이체(異體)·속자(俗字)까지도 전부 망라하여 해설을 붙였다.
본자(本字) 26,430여자에 주(註)가 163,170자에 달하여 자전으로서의 가치가 매우 클 뿐만 아니라 요(遼)나라 시대의 음운을 연구하는 데에 유일한 자료이다. 편찬자인 행균이 승려였으므로 특히 불전에 나오는 글자까지 빠뜨리지 않고 망라한 것이 이 책의 또 다른 특색이라 할 수 있다.
이 책의 원본이 되는 《용감수경》은 중국에서는 이미 사라지고 남송대(南宋代)에 이르러 《용감수감(龍龕手鑑)》으로 이름을 바꾼 것이 전해져 오다가, 근래 《속석일총서(續石逸叢書)》에 수록ㆍ간행되었다. 그러므로 한국에 남아있는 이 책이 현존하는 유일한 《용감수경》이다.
《용감수경》은 모두 4권으로 되어 있으며, 고려대학교에 소장된 것은 그 중 권3과 권4이다. 일찍이 금강산 유점사(楡岾寺)에 같은 판본의 권1이 있었으나 현재는 그 보존 여부를 알 수 없고, 권2는 남아있지 않다. 한국에서 언제 이것을 중간(重刊)했는지는 알 수 없으나, 다만 권4의 끝에 "나주목관조각사권입구십삼장(羅州牧官雕刻四卷入九十三丈)"이라는 글을 줄을 올려서 쓰고, 다시 줄을 바꾸어 낮게 "사록장서기차양온령권득령(司錄掌書記借良令權得齡)"이라고 새겨서 나주에서 권득령(權得齡) 책임하에 간행되었음을 알 수 있으나 권득령의 이력을 알 수 없어 연대도 알 길이 없다. 다만 고려의 복각(覆刻)이 남송시대까지 내려가지 않고, 또 요나라가 존재했을 때에 간행되었을 가능성이 있으므로 이것의 간행연도는 11세기경으로 추정할 수 있을 듯하다.
《용감수경》의 다른 판본으로는 먼저 《몽산화상법어략록(蒙山和尙法語略錄)》 등의 김수온(金守溫)의 발문에 인수왕비(仁粹王妃)가 조선 9대 성종의 명복을 빌기 위하여 성종 3년(1472)에 간행한 책의 목록 가운데에 《용감수감》50부가 들어있으나 이 책은 아직 발견된 바가 없다. 일본의 내각문고(內閣文庫)에 혜각존자(慧覺尊者) 신미(信眉)의 장서인(藏書印)이 있는《용감수감》이 소장되어 있는데, 책의 형태 등으로 미루어 세조 초의 간본으로 추정되며, 늦어도 성종 3년 인출본(印出本)이거나 그보다 앞선 초인본(初印本)이라 할 것이다. 이 세조 시기의 간본을 명종 18년(1563)에 황해도 귀진사(歸眞寺)에서 복각한 책은 현재 널리 전해지고 있다.
이 《용감수경》은 중국을 비롯한 일본 등 다른 나라에서는 이미 없어진 책이고, 아울러 귀중한 고려본이라는 사실로 인해 1996년 11월 28일 일제지정문화재 재평가에 의해 보물 제130호에서 국보 제291호로 등급이 조정되었다.

## 참고자료
- 용감수경 - 국가유산청 국가유산포털

 본 문서에는 서울특별시에서 지식공유 프로젝트를 통해 퍼블릭 도메인으로 공개한 저작물을 기초로 작성된 내용이 포함되어 있습니다.